# Akitsugu Konno
Akitsugu Konno (japanska: 金野 昭次), född 1 september 1944 i Sapporo, Hokkaido, död 5 september 2019 i Sapporo, var en japansk backhoppare som tävlade för Hokkaido Takushoku Bank.

## Karriär
Akitsugu Konno deltog i Olympiska vinterspelen 1968 i Grenoble i Frankrike. I normalbacken i Autrans blev han nummer 24 och i stora backen fick han en delad 20:e plats. På hemmaplan i Sapporo, under Olympiska vinterspelen 1972 gick det dock bättre för Konno. Innan OS-1972 hade Japan bara vunnit en OS-medalj, i herrarnas slalomtävling under OS i Cortina 1956. Men hemmapubliken hoppades på backhoppningslaget med stora stjärnan Yukio Kasaya som kapten. Laget, där alla deltagarna kom från Hokkaidō, hade visat framgångar de senaste åren innen OS på hemmaplan.
Efter första omgången i tävlingen låg japanerna på de fyra första platserna. Rolf Nordgren från Sverige var bästa icke-japan på femteplats. Kasaya hade bästa hoppet i båda omgångarna och vann med 9,4 poäng före Konno som hade avancerat från tredjeplatsen i första omgången till en silvermedalj sammanlagt, 5,3 poäng före landsmannen Seiji Aochi.
Bara Takashi Fujisawa misslyckades av japanerna.
I stora Ōkurayama-backen blev tävlingen störd av kraftig och växlande vind. Wojciech Fortuna från Polen, som lyckades vinna tävlingen med minsta möjlige marginal (0,1 poäng) före Walter Steiner från Schweiz och 0,6 poäng före Rainer Schmidt från DDR, hörde nog inte med bland de hetaste favoriterna före tävlingen. Konno låg som nummer 6 efter första omgången, men rasade ned till en 12:e plats efter en mindre lyckad andra genomkörning.
Akitsugu Konno deltog i tysk-österrikiska backhopparveckan 3 gånger. Hans bästa resultat i en deltävling i backhopparveckan var i tävlingen i Schattenbergbacken i Oberstdorf 2 januari 1972 då han blev nummer 11. Han genomförde sin sista FIS-tävling januari 1974.